# Genius Sonority
Genius Sonority (ジニアス・ソノリティ株式会社) est un studio de développement japonais de jeux vidéo fondé en juin 2002. Créé avec le soutien financier de Nintendo et de The Pokemon Company, Genius Sonority est composé de programmeurs ayant déjà travaillé sur de nombreux RPG tels que Dragon Quest et EarthBound ; certains d'entre eux sont par exemple issus de la société Heartbeat.

## Liste des jeux
- Pokémon Colosseum (2003)
- Pokémon XD : Le Souffle des Ténèbres (2005)
- Pokémon Link! (2006)
- Pokémon Battle Revolution (2007)
- Dragon Quest Swords : La Reine masquée et la tour des miroirs (2007)
- 100 livres classiques (2008)
- La Fée Clochette (2008)
- Otona no Renai Shōsetsu: Hārekuin Serekushon (2010)
- Apprends avec Pokémon : À la conquête du clavier (2011)
- The Denpa Men: They Came By Wave (2012)
- The Denpa Men 2: Beyond the Waves (2012)
- The Denpa Men 3: The Rise of Digitoll (2013)
- Pokémon Link: Battle! (2014)
- The Denpa Men RPG Free! (2014)
- Pokémon Shuffle (2015)
- Pokémon Café Mix (2020)
- Pokémon Café ReMix (2021)
- The New Denpa Men RPG Free! (2024)